# Phyllachora digitariicola
Phyllachora digitariicola är en svampart som beskrevs av Doidge 1942. Phyllachora digitariicola ingår i släktet Phyllachora och familjen Phyllachoraceae.   Inga underarter finns listade i Catalogue of Life.